# A kaposvári kórház egykori anyaépülete
A kórház egykori anyaépülete Kaposvár egyik jelentős klasszicista műemléke.

## Története
Somogy vármegyében többször pusztított kolerajárvány, többek között az 1830-as években is, emiatt 1836-ban a megyegyűlés kimondta, hogy közadakozásból kórházat kell létesíteni a megyeszékhelyen, Kaposváron. A pénzgyűjtés a lakócsai tiszttartó adományával kezdődött meg, majd többek között jótékonysági táncvigalmakból és ebadóból is szereztek pénzt. Az új épületet a Fő utca északi részén, a város akkori legmagasabb pontján kezdték el építeni 1840-ben Windisch Lajos építőmester tervei alapján. A területet dr. Csorba József vármegyei főorvos vette meg, Czindery László, a vármegye al-, később főispánja épületfát vásárolt, rabok pedig téglát készítettek. A szakipari munkák legnagyobb részét helyi mesterek végezték, csak a fedélszéket készítették a szomszéd vármegyéből érkező iparosok. Bár az épületnek már a tetőszerkezete is elkészült 1846 előtt, és az első („bujasenyves”) beteget már 1846. október 17-én felvették, végül csak november 2-án tudták hivatalosan megnyitni különféle pénzügyi nehézségek miatt. Az épület eleinte nem L alakú volt, mint ma, csak az utcával párhuzamos része épült fel. Az új épületben kezdetben 16 ágyat helyeztek el.
A kórházat az 1850-es évek végén nyilvános állami jellegűvé tették, majd hamarosan újabb épületekkel bővítették, így az anyaépületből 1879-ben kiköltözhetett az addig ott működő elmebeteg-osztály, a konyha, a mosókonyha és több raktár is. Az épületben ezidőtájt a középfolyosókat is áttörték és felülről nyíló ablakokat is felszereltek. 1884-re a város lakossága olyan mértékben megnőtt, hogy a kórházban kevésnek bizonyult a fekhelyek száma, ezért 1886 augusztusában megvásárolták az anyaépülettől nyugatra fekvő telket, ahol az államépítészeti hivatal tervei alapján Gáspár Gyula kaposvári építőmester felépítette a ma is látható nyugati szárnyat, amivel az épület elnyerte mai L alakját. Ugyanekkor Gáspár Gyula a régi épületrész tetejét is felújította.
A második világháború során a szovjet megszálló csapatok foglalták le a kórház déli épületeit, és csak 1945 áprilisának végén hagyták el azokat, kifosztva. A háború után úgynevezett „hazatelepültek kórházát” alakítottak ki az anyaépületben, valamint működött benne tüdő- és bőrgyógyászat is. 1946-tól egészségügyi szakiskola, kórházi óvoda és napközi is helyet kapott benne. Bár 1957-ben és 1958-ban felújították a tetőszerkezetet, a csatornákat, a nyílászárókat és a külső festést is, a következő évtizedekben az egész épület állapota jelentősen leromlott. A Kaposi Mór Oktató Kórház 21. század eleji tömbösítése során az épület kórházi funkciója megszűnt, az önkormányzat ezért 2019-re felújíttatta, benne informatikai központot rendezett be, környezetét pedig parkosította.

## Leírás
Az L alakú, egyemeletes épület Kaposvár belvárosában, a Fő utca keleti szakaszán található, az utca északi oldalán, közvetlenül a Vaszary okospark déli szélén. A klasszicista épület osztott kazettás ablakai szabályos rendben sorakoznak, az egyhangúságot csak a falsíkok kis mértékű előreugrása oldja. A déli homlokzaton a ablakokat egyenes záródású szemöldökpárkánnyal ellátott kőkeretek díszítik, de ez a keret nem jelenik meg a többi homlokzaton. Az épületen széles övpárkány és egyszerű tagozatú zárópárkány fut körbe.
Bejárata fölött a következő szöveg olvasható: „A SZENVEDŐ EMBERISÉGNEK.”, efölött pedig, a tető előtt magasodó függőleges építészeti elemen egy latin nyelvű kronogramma helyezkedik el, amelyben a római számok az épület elkészültének évét, 1846-ot adják ki:
MANV PLEBIS ÆRE NOBILI CVRA CZINDERY SVRREXIT VT FORET PAVPERIBVS
Ennek jelentése körülbelül: „a köznép kétkezi munkája, a nemesség pénze, Czindery törődése hozta létre az elesettek javára”; a Czindery név a vármegye főispánjára, Czindery Lászlóra utal.
A nyugati szárny déli, utca felé néző homlokzatán egy másik, később elhelyezett emléktábla található, amelynek szövege:
EZEN 1840–46. ÉPITETT KÓRHÁZ ÁTALAKITTATOTT FELSZERELTETETT MELLÉKÉPÜLETEKKEL KIBÖVITTETETT GYÖRGYFALVI CSÉPÁN ANTAL ALISPÁNNAK A KÓRHÁZI VÁLASZTMÁNY ELNÖKÉNEK BUZGALMÁBÓL. 1872–1887.

## Képek

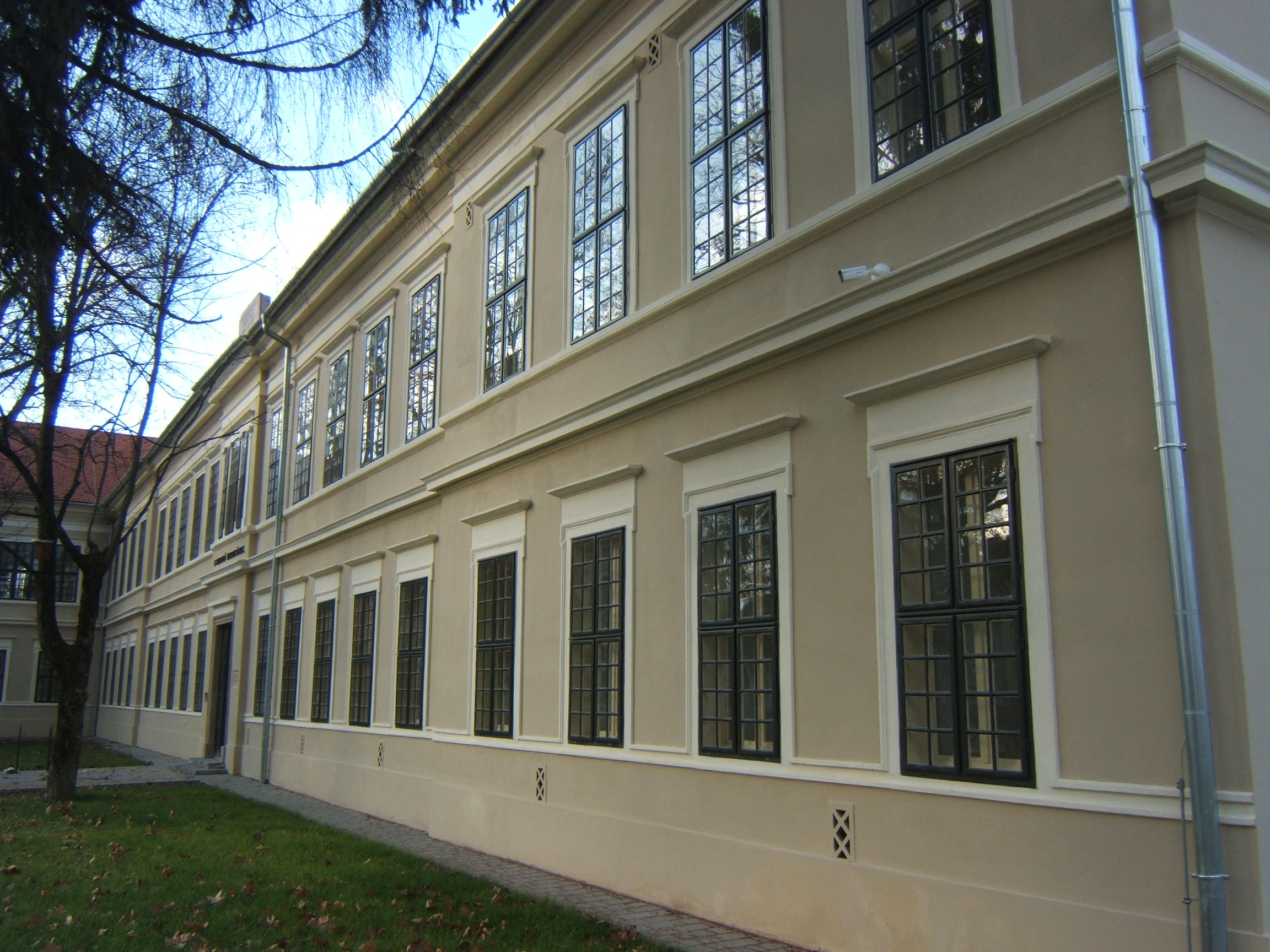
A keleti szárny déli oldala
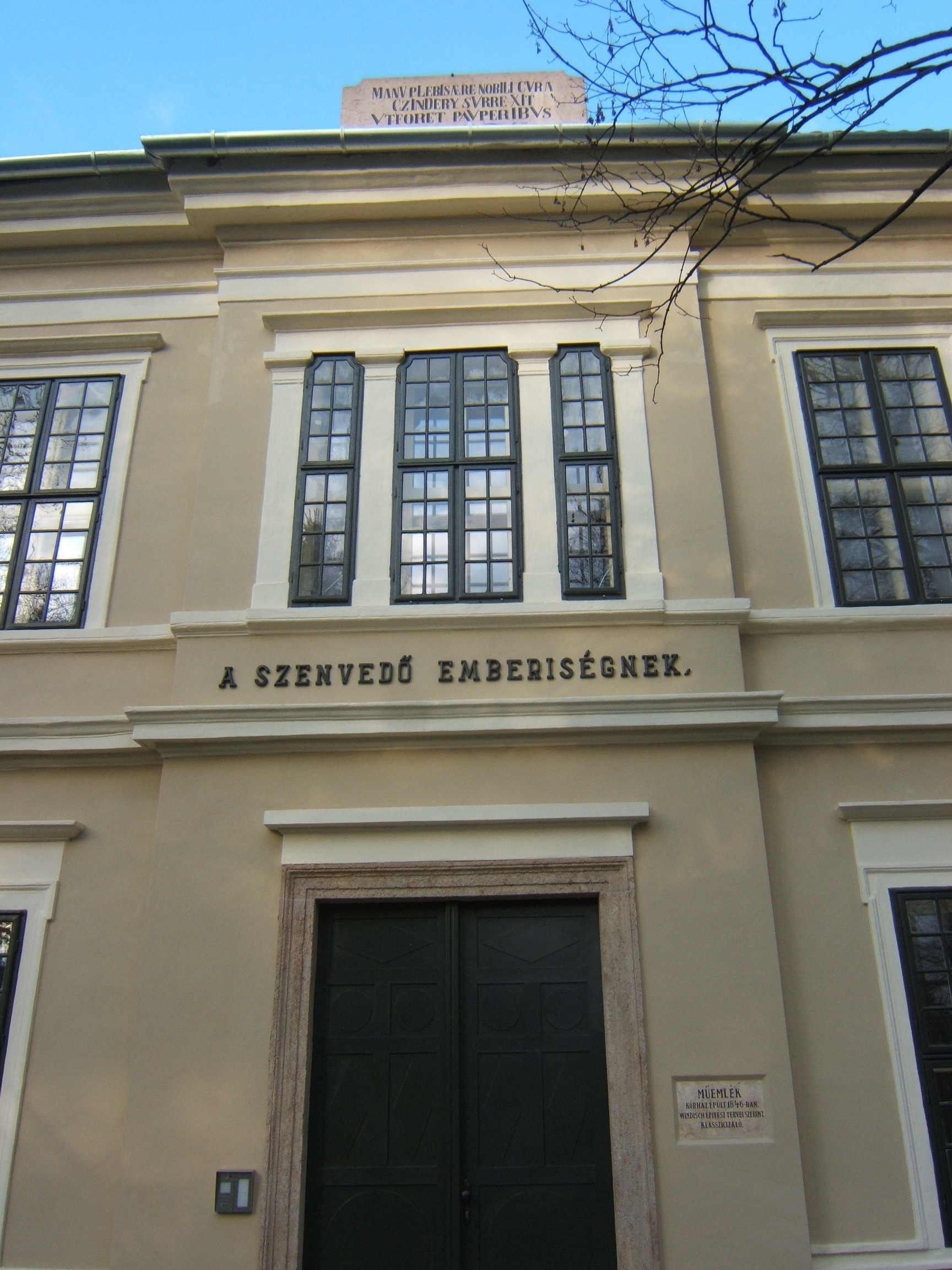
A déli bejárat és a fölötte levő felirat
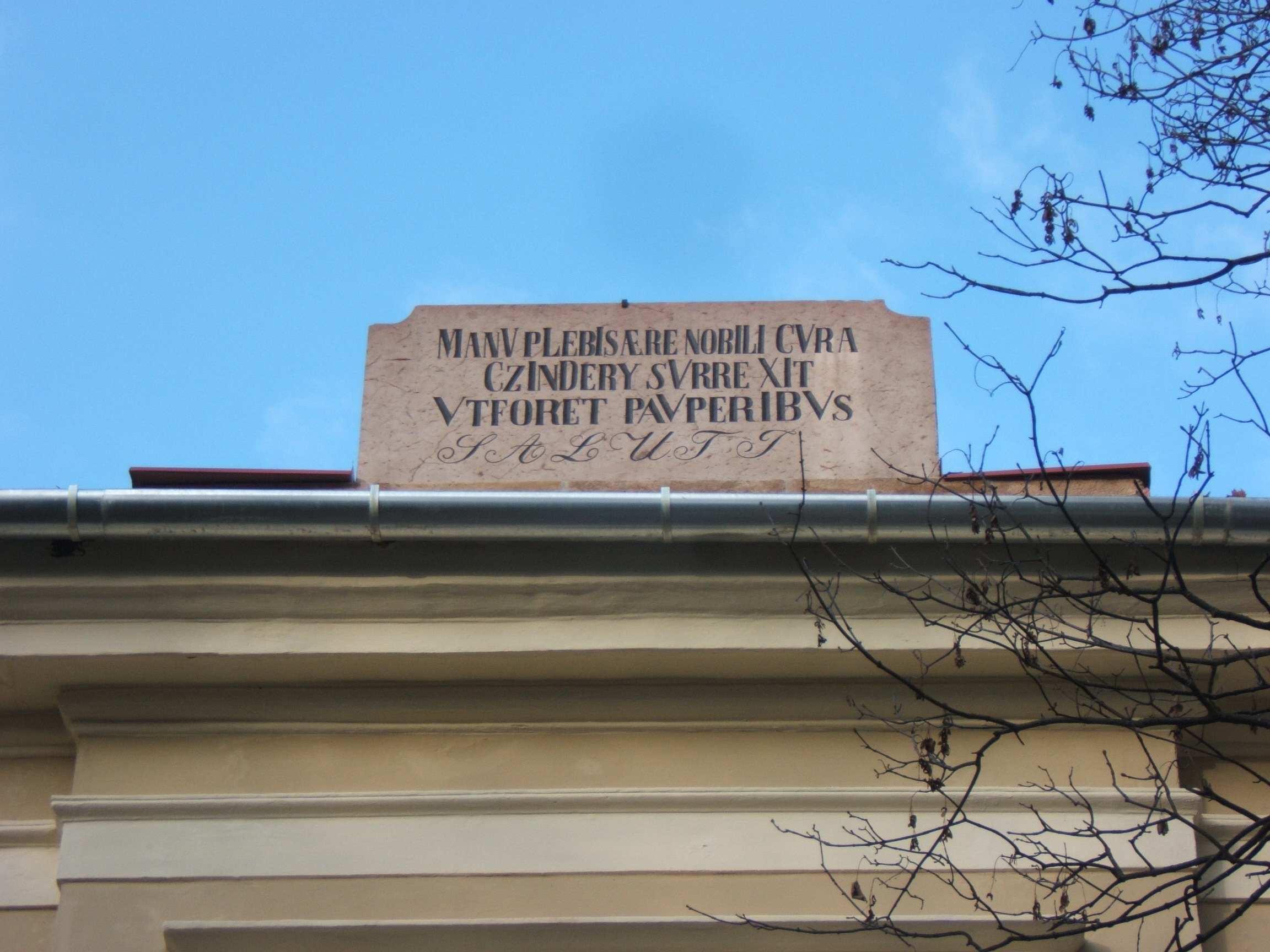
A bejárat fölött levő kronogramma
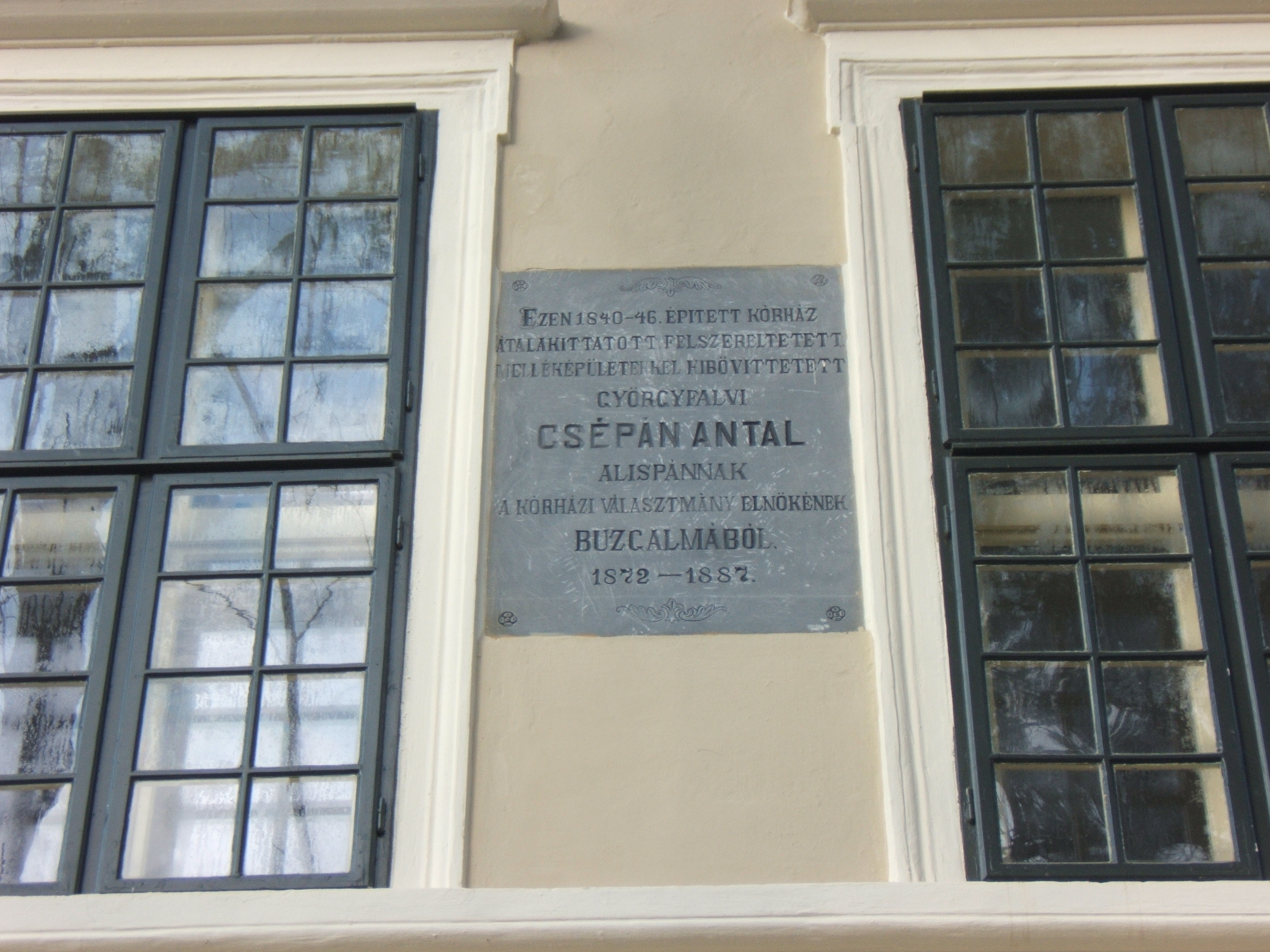
Emléktábla a délnyugati falon